# Nava Boker
Nava Boker (Hebreeuws: נאוה בוקר voluit Nava Prehi-Boker, Hebreeuws: נאוה פרחי-בוקר , (Hadera, 15 november 1970) is een Israëlische politica en voormalig journaliste. Als lid van Likoed maakt zij vanaf 2015 deel uit van de Knesset.
Boker studeerde sociale- en geesteswetenschappen aan het Beit Berl College en de Open Universiteit van Israël. Voordat ze de politiek inging, was ze werkzaam voor de dagbladen Yediot Ahronot en Maariv alsook voor het televisiekanaal Channel 1.
Ze verloor haar echtgenoot bij de bosbranden in het Karmelgebergte in 2010. Als gevolg hiervan richtte ze het Lior Bokerfonds op ter ondersteuning van brandweerlieden en andere reddingswerkers en waarvan ze tot 2015 het voorzitterschap bekleedde. Ze verzette zich heftig tegen het staken van het onderzoek naar druzen die werden beschuldigd van het stichten van de brand.
Een 25ste plaats op de kandidatenlijst was voldoende om bij de verkiezingen van 2015 in de 20e Knesset te geraken.
Nava Boker heeft uit haar huwelijk twee dochters en is woonachtig te Hadera.